# 윤덕용
윤덕용(尹德鏞, 1942년 7월 14일 ~ )은 대한민국의 배우이다.

## 이력
1962년 연극배우로 데뷔하였고 1969년 《내장성의 대복수》로 스크린 데뷔하였으며 그 해에 KBS 한국방송공사 공채 8기 탤런트로 활동하였다.

## 출연작

### 드라마
- 1975년 KBS 《전우》 - 국군병사 역
- 1979년 KBS 《대한국인》 - 구리하라 역
- 1980년 KBS 《파천무》 - 황희 역
- 1981년 KBS1 《대명》 ... 박로 역
- 1982년 KBS1 《풍운》 - 어윤중 역
- 1982년 KBS2 《우둥불》 - 장작림 역
- 1983년 KBS2 《객주》
- 1983년 KBS1 《하늘은 알고 있다》
- 1983년 KBS1 《전우》 - 북괴군 장교 역
- 1984년 KBS1 《독립문》 - 임최수 역
- 1984년 KBS1 《휴전 6.25》
- 1985년 KBS1 《새벽》 - 이만규 역
- 1986년 KBS1 《님의 침묵》
- 1986년 KBS1 《여심》
- 1987년 KBS1 《사랑이 꽃피는 나무》
- 1987년 KBS1 《이화》
- 1987년 KBS1 《토지》
- 1989년 KBS1 《찻잔속의 달》
- 1989년 KBS2 《왕룽일가》
- 1989년 KBS2 《무풍지대》 - 김형근 역
- 1990년 KBS1 《구리반지》
- 1990년 KBS2 《지구인》
- 1990년 KBS1 《서울뚝배기》
- 1990년 KBS1 《여명의 그날》 - 이만규 역
- 1990년 KBS2 《그대 아직도 꿈꾸고 있는가》
- 1990년 KBS2 《검생이의 달》
- 1990년 KBS2 《머슴아와 가이내》
- 1991년 KBS2 《TV 손자병법》
- 1992년 KBS1 《삼국기》 - 거사부 역
- 1993년 KBS1 《먼동》
- 1993년 MBC 《제3공화국》 - 조중서 역
- 1993년 KBS2 《청춘극장》
- 1994년 KBS2 《남자는 외로워》
- 1994년 KBS2 《사라비아 공화국》
- 1994년 KBS2 《무당》
- 1994년 KBS2 《숨은 그림 찾기》
- 1995년 SBS 《모래시계》
- 1995년 KBS2 《땅울림》
- 1995년 KBS1 《찬란한 여명》 - 심순택 역
- 1995년 KBS2 《서궁》 - 장수 역
- 1995년 MBC 《제4공화국》 - 이철승 진종채역
- 1995년 SBS 《모래시계》
- 1996년 KBS1 《조광조》 - 권중화 역
- 1996년 KBS1 《용의 눈물》
- 1999년 KBS1 《왕과 비》
- 2000년 KBS1 《태조 왕건》 - 김유염 역
- 2000년 KBS2 《소설 목민심서》 - 백성 역
- 2001년 KBS2 《명성황후》 - 홍순목 역
- 2002년 KBS2 《내 사랑 누굴까》
- 2002년 KBS2 《장희빈》 - 김진구 역
- 2003년 KBS1 《무인시대》 -  이복기 역
- 2004년 KBS2 《낭랑 18세》 - 종친 역
- 2004년 KBS1 《불멸의 이순신》 - 오상 역
- 2005년 EBS 《지금도 마로니에는》 - 김장로 역
- 2006년 KBS1 《서울 1945》 - 대서소 주인 역
- 2015년 KBS1 《징비록》 - 최영경 역
- 2016년 KBS1 《장영실》 - 왕진 역
- 2018년 KBS2 《꽃 피어라 달순아!》
- 2021년 KBS2 《비밀의 남자》 - 김봉완 역
- 2022년 KBS1 《태종 이방원》 - 민유[2] 역

### 영화
- 《내장성의 대복수》 (1969년)
- 《전우》 (1973년)
- 《연육의 의지 징의 마을》 (1980년)
- 《시비시비》 (1989년) - 윤초시 역
- 《타악기의 계절》 (1990년) - 신부 역
- 《외길가게 하소서》 (1991년)
- 《섬강에서 하늘까지》 (1992년) - 류 교감 역
- 《작은 연못》 (2010년) - 피난민들 역
- 《신이 보낸 사람》 (2014년) - 주영감 역
- 《비밥바룰라》 (2018년) - 덕기 역